# Andrzej Piątkowski
Andrzej Ryszard Piątkowski, né le 22 octobre 1934 à Varsovie et mort le 11 juin 2010, était un escrimeur polonais pratiquant le sabre. Il a remporté deux médailles d’argent avec l’équipe de sabre de Pologne lors des Jeux olympiques d'été de 1956 à Melbourne et 1960 à Rome.

## Palmarès
- Jeux olympiques :
  -  Médaille d’argent au sabre par équipe aux Jeux olympiques de 1956 à Melbourne.
  -  Médaille d’argent au sabre par équipe aux Jeux olympiques de 1960 à Rome.
  -  Médaille de bronze au sabre par équipe aux Jeux olympiques de 1964 à Tokyo.
- Championnats du monde d'escrime
  -  Champion du monde de sabre par équipes aux championnats du monde de 1959 à Budapest
  -  Champion du monde de sabre par équipes aux championnats du monde de 1962 à Buenos Aires
  -  Champion du monde de sabre par équipes aux championnats du monde de 1963 à Gdansk
  -  Médaillé d’argent de sabre par équipes aux championnats du monde de 1954 à Luxembourg
  -  Médaillé de bronze de sabre par équipes aux championnats du monde de 1957 à Paris
  -  Médaillé de bronze de sabre par équipes aux championnats du monde de 1958 à Philadelphie